# Ahmad Mitig
Ahmad Omar Mitig (Misurata, 1972) es un empresario y  político libio de ideología islamista, importante actor en la transición tras la caída del régimen de Muamar al Gadafi y la posterior segunda guerra de Libia.

## Biografía
Se presentó como candidato a primer ministro de Libia, cargo que ejerció temporalmente entre mayo y junio de 2014, momento en la Corte Suprema de Libia le invalidó por un vicio en el proceso de votación. 
En 2016, en el contexto de fragmentación política entre el islamista Congreso General y la democráticamente electa Cámara de Representantes, fue designado como vice primer ministro del Gobierno de Acuerdo Nacional auspiciado por las Naciones Unidas. Es además Vicepresidente del Consejo Presidencial, otro órgano transitorio creado por la ONU.

## Candidatura a primer ministro de Libia (2014)
En abril de 2014, tras la renuncia del primer ministro interino libio, Abdullah al-Zini, —que dimitió por temor a represalias contra su familia—  Mitig se presentó como candidato a sucederle.
En una sesión de votación celebrada el 4 de mayo, Mitig reunió en el Congreso 113 votos, siete menos de los necesarios para ser proclamado primer ministro. Sin embargo, cuando la ceremonia ya se había clausurado, llegaron a la votación otros diputados que estaban ausentes. Tras un nuevo recuento, Mitig llegó a los 121 votos, suficientes para adquirir el cargo. El presidente del Congreso, Nuri Abu Sahmain, dio la votación como válida y le nombró primer ministro al día siguiente, el 5 de mayo.
El 25 de mayo, Mitig presentó su propuesta de Consejo de Ministros en una reunión discreta a la que acudieron noventa parlamentarios, ochenta y tres de los cuales aprobaron su propuesta de gabinete. Sin embargo, cuatro días más tarde, el Ministerio de Justicia se pronunció sobre la ceremonia de votación en la que había sido elegida, declarando que ésta era contraria a la constitución. Ante esta situación, el saliente primer ministro al-Zini se negó a traspasarle sus competencias. 
En este nuevo escenario, el Congreso General quedó dividido entre quienes apoyaban la legitimidad de Mitig (mayormente los diputados islamistas del Partido Justicia y Construcción y de Unión por la Patria), y los que se oponían a su elección, entre ellos el vicepresidente de la cámara, Ezzidine al-Awami. Ello, unido a las tensiones ideológicas, provocó que la poralización en el Congreso fuera máxima, estando constantemente bajo riesgo de fragmentación.
El 9 de junio la Corte Suprema de Libia declaró, tras revisar el caso, que el proceso de elección había sido "inconstitucional" y que el cargo debía de ser devuelto a  al-Zini de forma provisional. Mitig aceptó esta decisión y presentó su renuncia oficial por carta.
La crisis política estaba, no obstante, lejos de ser resuelta. Semanas más tarde se celebraron nuevas elecciones legislativas para la formación de un nuevo parlamento, la Cámara de Representantes, en las que ganaron diputados de ideología nacionalista y liberal. Al-Zini se sometió al control parlamentario de ésta, pero los diputados islamistas del Congreso se negaron a disolver la asamblea e ilegalmente encargaron a un antiguo combatiente yihadista, Omar al-Hassi, la formación de un nuevo Ejecutivo.

## Vicepresidencia del Consejo Presidencial y  vice primer ministro del Gobierno de Acuerdo Nacional

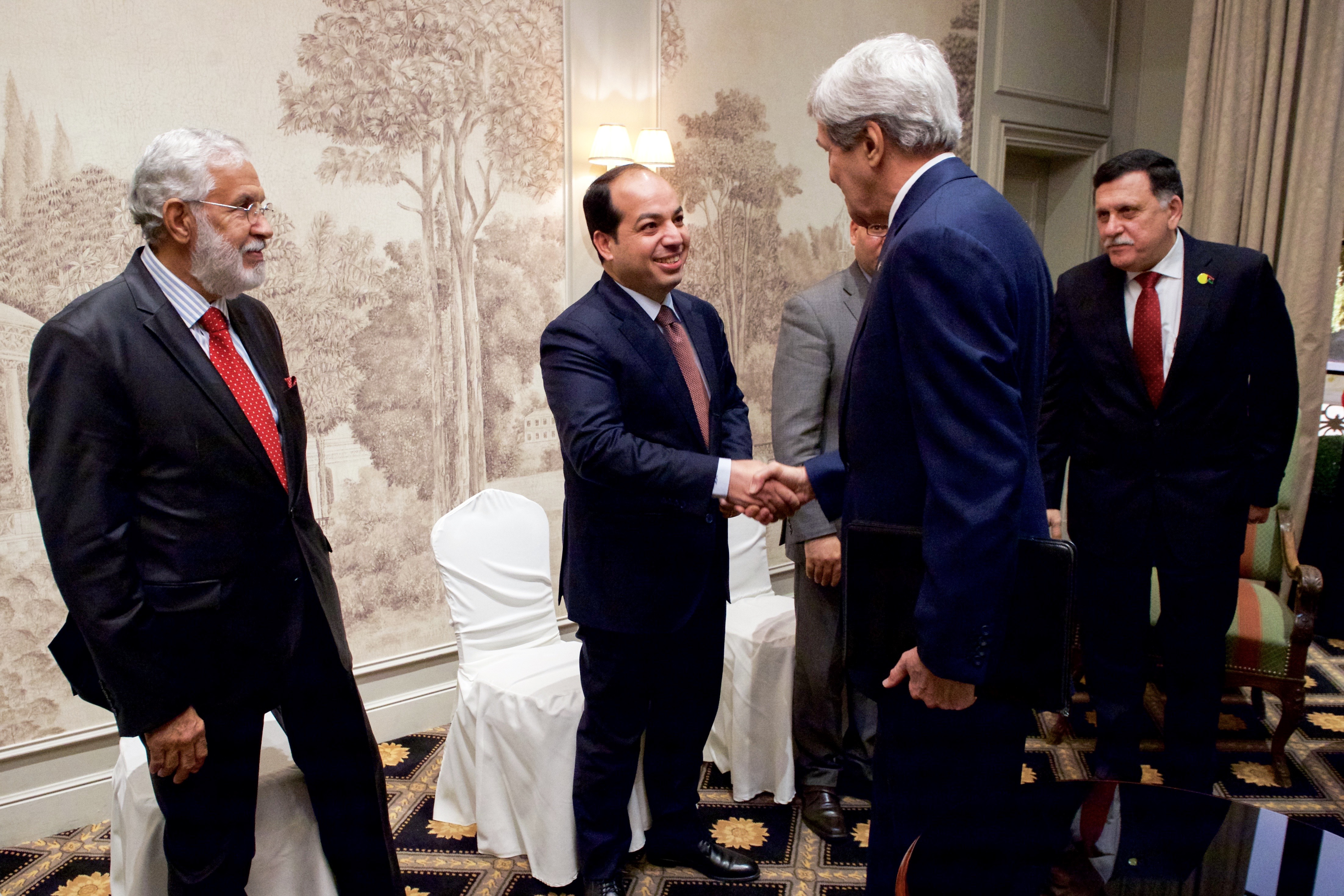
El Secretario de Estado de EE.UU., John Kerry, saluda a Mitig en una reunión en Viena

En los meses venideros, Libia descendió a una nueva guerra civil en la que la Cámara de Representantes y el Congreso General se disputaban la soberanía política y militar a través de diferentes grupos armados. En este contexto, Naciones Unidas diseñó la Misión de Apoyo de las Naciones Unidas en Libia (UNSMIL por sus siglas en inglés), en la que representantes de ambos bandos trataron de negociar una salida pacífica al conflicto.  
Mientras que la Cámara aprobó el borrador del plan de paz propuesto por los negociadores, cualquier intento de reconciliación fue rechazado por el Congreso. El enviado de la ONU, Bernardino León, acordó con los representantes de ambos bandos reunidos en Srijat —pero sin el beneplácito de sus respectivos parlamentos la elección de los miembros— la formación de un Consejo Presidencial, un órgano en el que residiría de forma colegiada la Jefatura del Estado y del que después dependería el resto de ministros del llamado Gobierno de Acuerdo Nacional. Fayez al-Sarraj, un miembro de la Cámara de Representantes, fue elegido como candidato a primer ministro. Para el cargo de vice primer ministro se designaron a tres personas distintas, uno para cada región histórica de Libia. Mitig fue elegido en representación de Tripolitania. Fathi al-Majbari (Cirenaica) y Musa al-Koni (Fezzan) completaban el órgano.
El Gobierno de Acuerdo Nacional no llegó a ser legalmente ratificado por la Cámara, pero 100 de sus 176 miembros firmaron a título personal un documento respaldando el proyecto de paz y denunciando presiones internas para no votar. Con esta legitimación interna, Mitig y los demás miembros se declararon a sí mismos ya enteramente como el Gobierno en funciones y por tanto como el nuevo representante del pueblo libio, papel que fue aceptado por las Naciones Unidas y la comunidad internacional.
Tras un breve periodo en el exilio en Túnez, el 30 de marzo los delegados partieron en barco desde la ciudad tunecina de Sfax y consiguieron desembarcar en la base naval de Abu Sitta en Trípoli, donde contaron con la protección de una parte del Ejército y determinadas milicias de Misurata radicadas en la ciudad.